# Anisodactylus signatus
Anisodactylus signatus es una especie de escarabajo del género Anisodactylus, categorizada en la tribu Harpalini, de la subfamilia Harpalinae. Fue descrita por Panzer en 1796.

## Distribución
Se distribuye por Irlanda, Gran Bretaña, Dinamarca, Noruega, Suecia, Finlandia, Francia, Bélgica, Países Bajos, Alemania, Suiza, Austria, Chequia, Eslovaquia, Hungría, Letonia, Bielorrusia, Ucrania, Portugal, España, Italia, Eslovenia, Croacia, Bosnia y Herzegovina, Macedonia del Norte, Grecia, Bulgaria, Rumania, Moldavia, Turquía, Irán, Georgia, Armenia, Azerbaiyán, Kazajistán, Uzbekistán, Turkmenistán, Kirguistán, Tayikistán, China, Corea del Norte, Corea del Sur, Japón y Rusia.